# Nesse (Dornum)
Nesse is een dorp in de Duitse deelstaat Nedersaksen. Nesse is onderdeel van de gemeente Dornum in de Landkreis Aurich in Oost-Friesland. Tot 2001 was het een zelfstandige gemeente.
Nesse is een zeer oud dorp. Het werd waarschijnlijk al in de negende eeuw gesticht als handelsnederzetting aan de kust. Het centrum van het dorp is een bijna 6 meter hoge warft met daarop de Sint-Mariakerk uit het einde van de twaalfde eeuw.